# Omloop van het Hageland
L'Omloop van het Hageland és una cursa ciclista femenina que es disputa anualment als voltants de Tielt-Winge, a Bèlgica, des del 2005. Forma part del calendari de la Unió Ciclista Internacional.
L'any 2021 no es va disputar degut a la pandèmia del COVID-19.

## Palmarès
| Any  | Vencedora         | Segona                 | Tercera              |         |
| ---- | ----------------- | ---------------------- | -------------------- | ------- |
| 2005 | Ludivine Henrion  | Ilse Geldhof           | Anja Nobus           |         |
| 2006 | Ilse Geldhof      | Anja Nobus             | Karen Steurs         |         |
| 2007 | Louise Moriarty   | Yolandi Du Toit        | Lieve Koninkx        |         |
| 2008 | Liesbet De Vocht  | Birgit Söllner         | Ilse Geldhof         |         |
| 2009 | Andrea Bosman     | Martine Bras           | Mascha Pijnenborg    |         |
| 2010 | Emma Johansson    | Martine Bras           | Grace Verbeke        |         |
| 2011 | Emma Johansson    | Adrie Visser           | Sjoukje Dufoer       |         |
| 2012 | Lizzie Armitstead | Pauline Ferrand-Prévot | Elisa Longo Borghini |         |
| 2013 | Emily Collins     | Shelley Olds           | Emma Johansson       |         |
| 2014 | Lizzie Armitstead | Emma Johansson         | Audrey Cordon        |         |
| 2015 | Jolien D'Hoore    | Chantal Blaak          | Sara Mustonen        |         |
| 2016 | Marta Bastianelli | Leah Kirchmann         | Lotta Lepistö        |         |
| 2017 | Jolien D'Hoore    | Chloe Hosking          | Sarah Roy            |         |
| 2018 | Ellen van Dijk    | Chloe Hosking          | Jolien D'Hoore       |         |
| 2019 | Marta Bastianelli | Lotta Lepistö          | Leah Kirchmann       |         |
| 2020 | Lorena Wiebes     | Marta Bastianelli      | Emma Norsgaard       |         |
| 2021 | suspesa           | suspesa                | suspesa              | suspesa |
| 2022 | Marta Bastianelli | Emma Norsgaard         | Floortje Mackaij     |         |
| 2023 | Lorena Wiebes     | Marta Bastianelli      | Audrey Cordon-Ragot  |         |
| 2024 | Kristen Faulkner  | Mischa Bredewold       | Pfeiffer Georgi      |         |
| 2025 | Femke Gerritse    | Iara Gillespie         | Susanne Andersen     |         |